# Distretto di Yavuzeli
Il distretto di Yavuzeli (in turco Yavuzeli ilçesi) è uno dei distretti della provincia di Gaziantep, in Turchia.